# Кубок Испании по футболу 1918
18 -й розыгрыш Кубка Испании.
Соревнование началось 9 апреля 1918 года и завершилось 2 мая 1918 года финалом, проведенным на стадионе О’Доннел в Мадриде, в котором футбольный клуб «Реал Унион» завоевал трофей во второй раз за свою историю, одержав победу со счетом 2:0 над клубом «Мадрид».

## Команды-участники
- Северный регион: Реал Унион
- Центральный регион: ФК Мадрид
- Южный регион: Рекреативо Уэльва
- Галисия: Фортуна Виго
- Астурия: Спортинг Хихон
- Каталония: Эспаньол

## Четвертьфиналы
Рекреативо Уэльва и Фортуна Виго прошли в полуфинал напрямую

### Первые матчи
| Реал Унион                                                       | 4–1 | Спортинг Хихон     |
| ---------------------------------------------------------------- | --- | ------------------ |
| Амантегуи 10′ · Рене Петит 20′ · Рене Петит 30′ · Рене Петит 40′ |     | Лии Вильяверде 50′ |

```
Был проведен лишь 1 матч на нейтральном поле
```

| Эспаньол                              | 3–0 | ФК Мадрид |
| ------------------------------------- | --- | --------- |
| Альвардо 3′ · Грасия 30′ · Грасия 40′ |     |           |

### Вторые матчи
| ФК Мадрид             | 1–0 | Эспаньол |
| --------------------- | --- | -------- |
| Сантьяго Бернабеу 45′ |     |          |

В связи с тем что команды выиграли по 1 матчу назначен дополнительный матч

### Дополнительный матч
| ФК Мадрид                         | 2–1 | Эспаньол   |
| --------------------------------- | --- | ---------- |
| Посада 5′ · Сантьяго Бернабеу 10′ |     | Грасия 40′ |

## Полуфиналы

### Первые матчи
| Реал Унион                                                      | 4–1 | Фортуна,Виго |
| --------------------------------------------------------------- | --- | ------------ |
| Патрицио 20′ · Пепе Ангозо 40′ · Пепе Ангозо 60′ · Патрицио 70′ |     | Каталан 83′  |

Был проведен 1 матч на нейтральном поле
| Рекреативо | 2–1 | ФК Мадрид                          |
| ---------- | --- | ---------------------------------- |
|            |     | Посада 45′ · Сантьяго Бернабеу 60′ |

### Вторые матчи
| ФК Мадрид                                                      | 3–1 | Рекреативо |
| -------------------------------------------------------------- | --- | ---------- |
| Альварес 40′ · Посада 45′ · Сантьяго Бернабеу 60′ · Посада 70′ |     |            |

## Финал
| Реал Унион        | 2–0 | ФК Мадрид |
| ----------------- | --- | --------- |
| Легаретта 45′ 85′ |     |           |